# Telescopio Dutch Open
Il Dutch Open Telescope (DOT) è un telescopio solare, con uno specchio primario di 45 cm, situato all'osservatorio del Roque de los Muchachos e facente parte dell'European Northern Observatory.

## Strumenti
Il DOT ha sei telecamere, ognuna con un filtro ottico diverso. Tutti i filtri possono essere utilizzati in parallelo, il che consente l’osservazione simultanea nella gamma di diverse lunghezze d’onda e garantisce quindi una comparabilità ottimale dei risultati. Inoltre, alcuni dei filtri sono regolabili nella larghezza di banda, in modo da permettere le osservazioni in punti diversi delle linee spettrali.

## Struttura

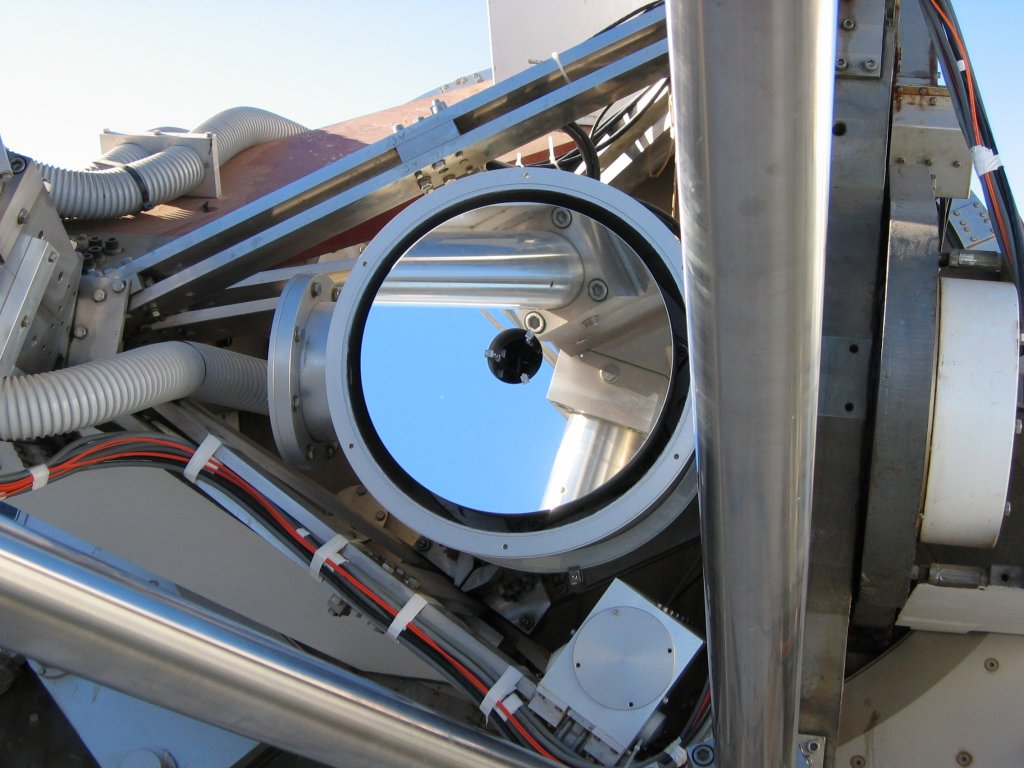
Specchio del DOT

Il DOT è posto su una torre apribile a cielo aperto. Di conseguenza, è possibile ottenere una temperatura relativamente costante allo specchio, che riduce significativamente i disturbi dovuti ai soffi di vento. I design convenzionali dei telescopi solari hanno spesso il problema che l'aria calda proveniente dal terreno, che è stata riscaldata dal Sole, sale sulla torre e si specchia, danneggiando la qualità dell'immagine. Uno svantaggio di questo design è che la struttura di supporto deve essere molto rigida in modo che non si muova nel vento. Normalmente, questa funzione prende il sopravvento su una solida torre o cupola che protegge il telescopio (come nello SST). L'ottica del telescopio del DOT si trova a due metri di fronte allo specchio principale, per evitare la sfocatura dell'immagine, le telecamere sono montate in modo molto stabile e possono essere regolate esattamente al micrometro.
Un'altra caratteristica innovativa del DOT è la sua struttura del tetto, realizzata in una speciale fibra di polimeri. Il tetto mantiene la forma quando è teso e non mostra segni di fatica anche dopo molto tempo. Ognuna porzione del tetto è in tensione non appena è chiuso, il che aumenta la stabilità.